# Anomala punctatissima
Anomala punctatissima är en skalbaggsart som beskrevs av Frey 1970. Anomala punctatissima ingår i släktet Anomala och familjen Rutelidae. Inga underarter finns listade i Catalogue of Life.